# Полетаєво (Челябінська область)
Полетаєво (рос. Полетаево) — селище у Сосновському районі Челябінської області Російської Федерації.
Входить до складу муніципального утворення Полетаєвське сільське поселення. Населення становить 6500 осіб (2010).

## Історія
Від січня 1924 року належить до Сосновського району Челябінської області (спочатку Челябінського району).
Згідно із законом від 9 липня 2004 року органом місцевого самоврядування є Полетаєвське сільське поселення.

## Населення
| 1979 | 1989  | 2002  | 2010  |
| ---- | ----- | ----- | ----- |
| 6102 | ↘5957 | ↗6580 | ↘6500 |